# Graščica
Graščica je brdo u Bosni. 

## Zemljopisni položaj
Nalazi se jugozapadno od Kiseljaka. Istočno protječe rječica Kreševka. Tuda prolazi i prometnica Kreševo - Kiseljak. Graščica s juga zatvara Kiseljačku kotlinu. Sjeverozapadno je Citonja. Jugozapadno je Inač Pruža se u smjeru istok - zapad, kroz prostor triju općina: Kreševa, Kiseljaka i Fojnice. Najviši vrh od 943 metra je po sredini brda.